# Dębiany (powiat bartoszycki)
Dębiany (niem. Lackmedien) – wieś w Polsce położona w województwie warmińsko-mazurskim, w powiecie bartoszyckim, w gminie Bartoszyce. W latach 1975–1998 miejscowość administracyjnie należała do województwa olsztyńskiego. Wieś wchodzi w skład sołectwa Maszewy.
Wieś założona została w XIV wieku. Znajduje się w niej dawne założenie dworsko-parkowe. W XIX i na początku XX wieku należało do rodu Steppuhn. Część parku wpisana jest do rejestru zabytków. We wsi znajdują się trzy drzewa wpisane do rejestru pomników przyrody - lipa drobnolistna, dąb szypułkowy i żywotnik zachodni.

## Historia
W 1889 r. Debiany były majątkiem ziemskim o pow. 165 ha. 
W 1970 r. we wsi było 5 domów z 15 mieszkaniami i 39 mieszkańcami. W tym czasie było tu 12 indywidualnych gospodarstw rolnych, gospodarujących łącznie na 145 ha. W gospodarstwach tych było 118 sztuk bydła (w tym 52 krowy), 87 sztuk nierogacizny, 21 koni i 7 owiec. W spisie z 1978 r. Dębiany liczono łącznie ze wsią Maszewy